# Herwig Wolfram
Herwig Wolfram (14 de fevereiro de 1934, Viena, Áustria) é um historiador austríaco. A partir de 1959, tornou-se professor assistente na Universidade de Viena e em 1969, professor de História Medieval e Ciências Históricas Auxiliares. Entre 1981-1983, tornou-se decano da Faculdade de Ciências Humanas e entre 1983-2002 foi diretor do Instituto Austríaco para Pesquisa Histórica (em alemão: Institut für Österreichische Geschichtsforschung).

## Honras e prêmios
- Membro da Academia Austríaca de Ciências
- Membro correspondente da Monumenta Historica
- Condecoração Austríaca de Ciência e Arte (2000)[2]
- Prêmio Cardeal Innitzer (2011)

## Obras selecionadas
- History of the Goths, Imprensa da Universidade da Califórnia, 1988/1990. ISBN 0-520-06983-8
- The Roman Empire and Its Germanic Peoples, Imprensa da Universidade da Califórnia, 1997. ISBN 0-520-08511-6
- Conrad II, 990-1039: Emperor of Three Kingdoms, Imprensa da Universidade Estadual da Pensilvânia, 2006. ISBN 0-271-02738-X